# 王男桂
王男桂（1983年5月21日—2023年4月26日）為臺灣籃球教練、前運動員，場上位置為後衛。王男桂來自過嶺國小與壯圍國中，就讀宜蘭高中時與高天麟以及林志隆合稱「宜中三劍客」，王男桂自第5季起征戰超級籃球聯賽舞臺，先後效力過米迪亞精靈、金門酒廠和臺灣銀行，SBL生涯三分球命中率為37.7％，2013年在SBL三分球大賽分別以首輪21分、決賽23分拿下冠軍，2014年王男桂高掛球鞋後至中道高中外語部任教並執教籃球校隊。
2023年4月26日，王男桂駕駛小客車行經國道一號南下106.4公里處新竹到頭份路段時，追撞前方已發生事故的大貨車車尾，王男桂送醫後傷重不治，享年39歲。

## 外部連結
- 王男桂在Eurobasket.com（球員）（英语）